# فزر أحمر الأزهار
فزر أحمر الأزهار (الاسم العلمي:Sideritis rubriflora) هو نوع من النباتات يتبع جنس الفزر من الفصيلة الشفوية.